# Palau del Marquès de Llo (Sant Pere de Riudebitlles)
El Palau del Marquès de Llo (sovint escrit Llió o Lió) és un edifici de Sant Pere de Riudebitlles (Alt Penedès) catalogat com a bé cultural d'interès nacional.

## Història
Va pertànyer a Josep Francesc de Móra i Catà (1694-1762), que el 1749 va rebre de mans de Lluís XV el títol de marquès de Llo, població de l'Alta Cerdanya. El succeí el seu fill Domènec Feliu de Móra i d'Areny (1731-1792), segon marquès de Llo, i aquest pel seu fill Joaquim Domènec de Móra i de Peguera, tercer marquès de Llo, que el 1855 es va casar en segones noces amb Melciora de Foixà i de Garma (†1861). El matrimoni no tingué fills i el títol passà a mans del nebot de Joaquim Domènec, Joaquim d'Elola i de Móra (1835-1908), fill de la seva germana Mercè i d'Antonio de Elola y Acevedo, comptador de l'Exèrcit de Catalunya, que es vendria el palau i la resta de propietats que tenia a la vila.

## Descripció
És un gran casal gòtic fortificat a tocar de l'església de Sant Pere de Riudebitlles, obra dels segles xiii-xiv.
La seva planta és rectangular i té merlets esglaonats a la part superior dels murs de tancament perimetrals. La façana mostra dues sèries de quatre finestrals, bipartits els de dalt i tripartitsels de baix per finestres i elegants columnes; una portalada senyora i majestuosa, sota l'escut de pedra de la casa de Llo; i una volta, a la part posterior, ampla i llarga, acaba de donar fesomia típica i aristocràtica a la construcció.